# Abbazia di Mariental

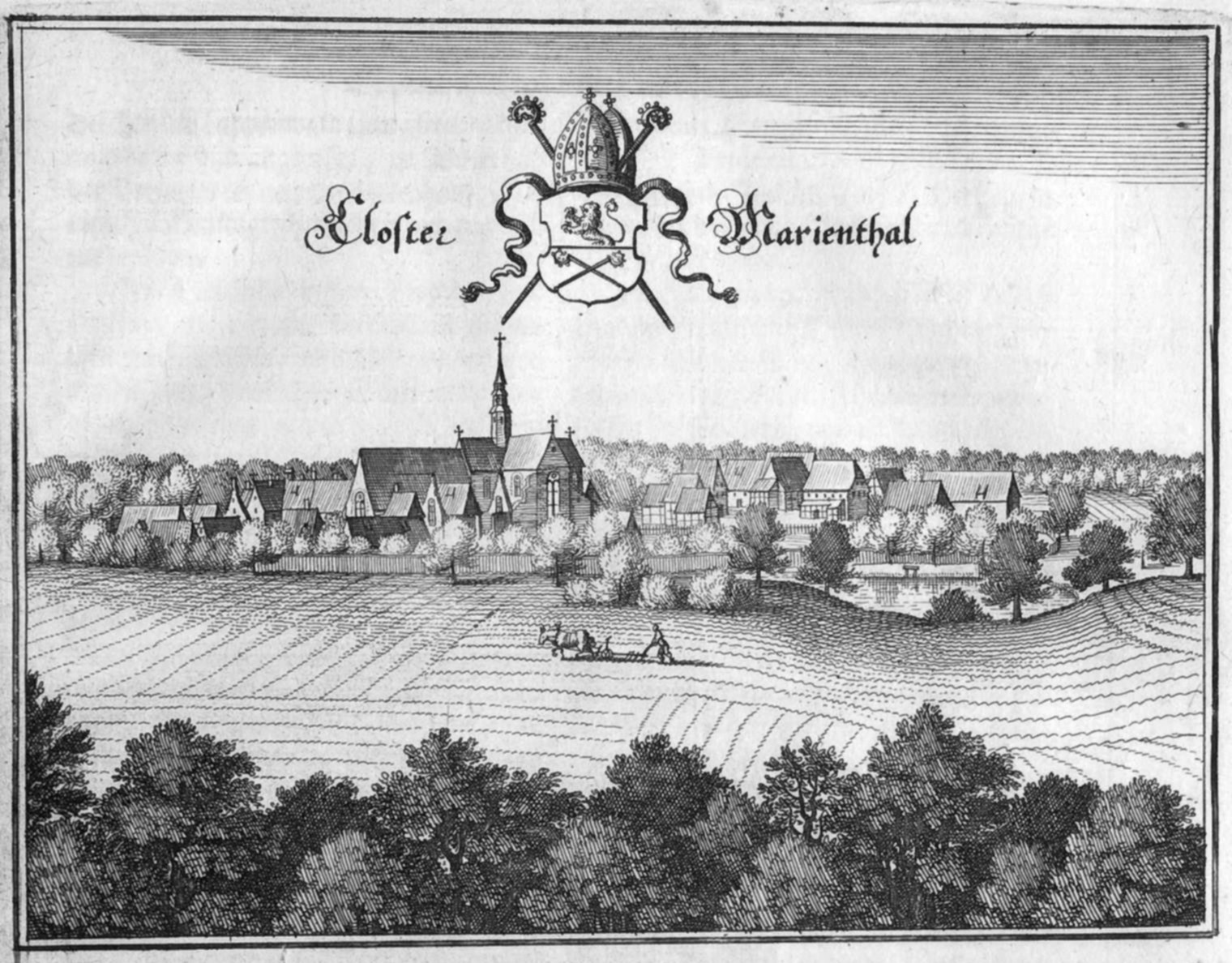
Merian-Stich verso il 1654

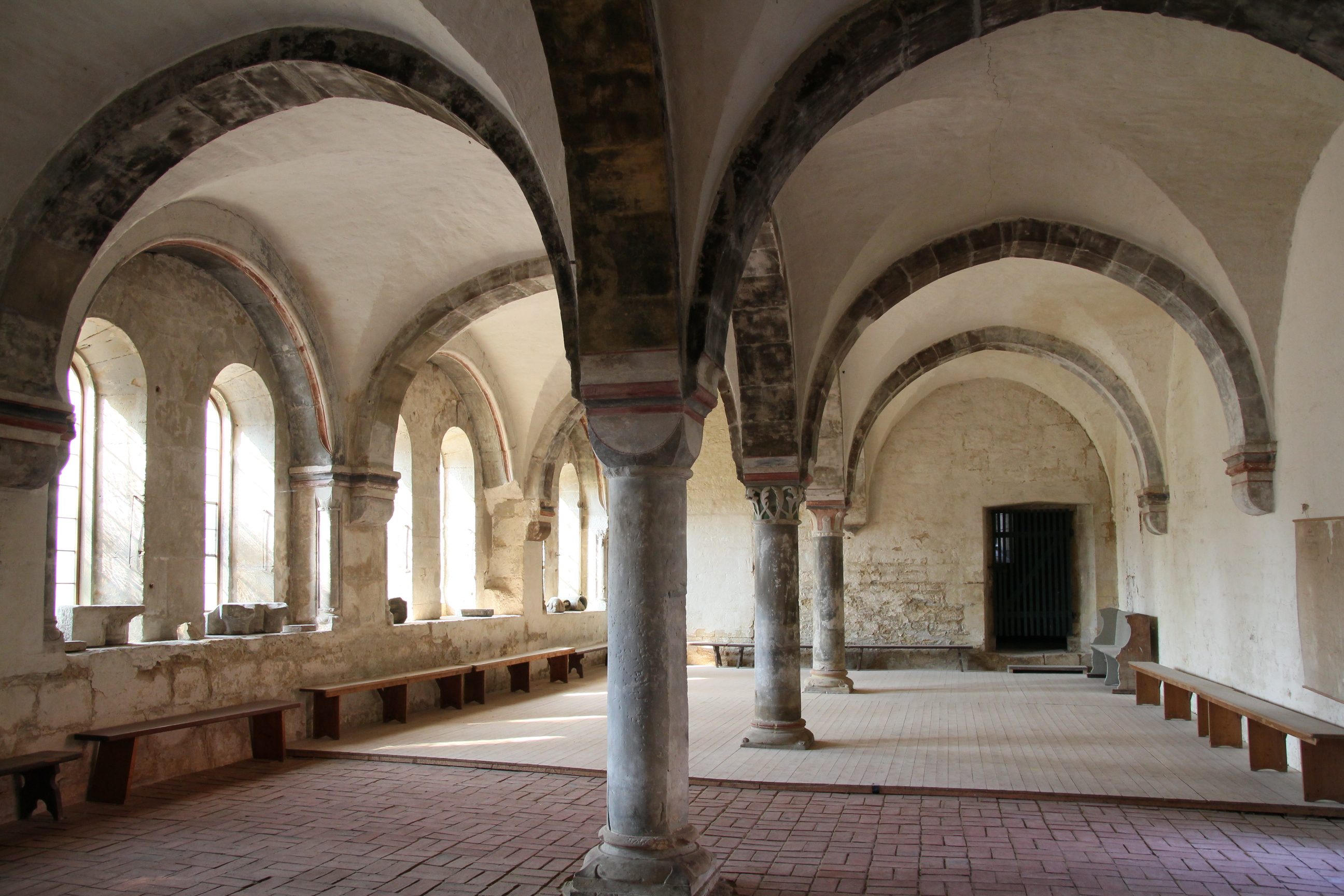
Refettorio

L'abbazia di Mariental era un'abbazia cistercense nel territorio comunale di Helmstedt, nella Bassa Sassonia, come quella di Marienberg, che fu fondata nel 1138 dal conte palatino Federico II di Sommerschenburg, che era "filiale" dell'Abbazia d'Altenberg.
All'inizio fu abitata dall'abate Bodo, dell'Abbazia di Amelungsborn insieme a dodici monaci di Altenberg. Nel 1179 si estinse la dinastia dei Sommerschenburg, e l'abbazia, insieme alle sue proprietà, finì in gran parte nelle mani di Enrico il Leone.
Dopo uno sviluppo economico (le proprietà terriere dell'abbazia si estendevano fino a Magdeburgo, Jüterbog e Braunschweig), alla fine del XIV secolo ebbe inizio il declino.
Nel 1569 la storia dell'abbazia cistercense ebbe termine. Dopo la Riforma protestante l'abbazia ospitò dal 1542 al 1745 una scuola abbaziale evangelica e un seminario, che però nel 1773 fu trasferito a Helmstedt. Proprietari divennero le abbazie unite del Braunschweig.

## Descrizione
La chiesa abbaziale è una basilica a tre navate con transetto e coro all'estremità.
Lo stile è un misto di romanico e gotico. La navata centrale e il transetto hanno una loro copertura. Le cappelle laterali quadrate del coro, aggiunte insieme ai successivi bracci del transetto, furono distrutte. Entrambi i gioghi orientali delle navate laterali settentrionali sono separati dalla navata centrale e dal transetto da un muro. La navata laterale sud si trova un gradino più in su della navata centrale. Il coro ha una volta a crociera. Il chiostro fu demolito nel 1840.
Le ali orientali hanno la sala capitolare quadrata con nove gioghi, la cappella e una sala quadrata con sostegno centrale, così il piano superiore nel tardo medioevo un dormitorio suddiviso in celle singole, mentre l'ala occidentale contiene il refettorio con sette gioghi. Nel XIV secolo fu aperto un collegamento verso ovest con la navata sud della chiesa e un ingresso alla cappella di famiglia degli Alvensleben, dotata di volta a crociera.
Oggi il complesso con le terre connesse è proprietà della Fondazione dell'Istituto di cultura del Braunschweig; la chiesa abbaziale appartiene alla comunità ecclesiastica evangelica di Mariental.

## Organo
L'organo sul matroneo occidentale con uno storico prospetto di canne fu realizzato nel 1890 dalla fabbrica di organi Emil Hammer Orgelbau. Lo strumento dispone di 18 registri con due tastiere e pedale. La trasmissione è meccanica. Dopo molte ristrutturazioni lo strumento nel 2002 fu restaurato da capo da OBM Christoph Grefe, Ilsede.